# Приуральський район
Приура́льський район (рос. Приуральский район) — адміністративна одиниця Ямало-Ненецького автономного округу Російської Федерації.
Адміністративний центр — село Аксарка.

## Географія
Розташовується по ліву і праву сторону Обі, головної річки району, на Західно-Сибірської рівнині (правобережжя) і на східних схилах Полярного Уралу (лівобережжя).
Район багатий на корисні копалини (хромові руди), які поки ще не розробляються.

## Населення
Населення району становить 15366 осіб (2018; 14995 у 2010, 15546 у 2002).

## Адміністративно-територіальний поділ
На території району 1 міське поселення та 3 сільських поселення:
| Поселення                       | Площа, км² | Населення, осіб (2002) | Населення, осіб (2010) | Населення, осіб (2017) | Центр     | Населені пункти |
| ------------------------------- | ---------- | ---------------------- | ---------------------- | ---------------------- | --------- | --------------- |
| Харпівське міське поселення     | -          | 7866                   | 6413                   | 6053                   | Харп      | 1               |
| Аксарківське сільське поселення | -          | 3848                   | 4441                   | 4990                   | Аксарка   | 9               |
| Білоярське сільське поселення   | -          | 3008                   | 3370                   | 3614                   | Білоярськ | 3               |
| Катравозьке сільське поселення  | -          | 824                    | 771                    | 781                    | Катравож  | 1               |

## Найбільші населені пункти
| № | Населений пункт | Населення, осіб (2002) | Населення, осіб (2010) |
| - | --------------- | ---------------------- | ---------------------- |
| 1 | Харп            | 7 278                  | 6 413                  |
| 2 | Аксарка         | 2 569                  | 3 133                  |
| 3 | Білоярськ       | 1 487                  | 1 850                  |

## Економіка
Провідне сільськогосподарське підприємство району — ЗАТ «Радгосп „Байдарацький“» спеціалізується на розведенні домашніх оленів (поголів'я становить 10 700 тварин) і випуску продуктів оленярства (м'ясо та ковбасні вироби).

## Транспорт
Районний центр — село Аксарка — пов'язаний з містом Салехардом (столицею Ямало-Ненецького автономного округу) автобусним сполученням. Усередині району сполучення здійснюється водним та повітряним транспортом.